# Outabouabane
Outabouabane (àrab: اوطا بوعبان, Ūṭā Būʿabān; amazic: Uṭṭa Bu Ɛban) és una comuna rural de la província de Taounate de la regió de Fes-Meknès. Segons el cens de 2014 tenia una població total de 9.856 persones.